# Markt (Eitorf)
Der Markt in Eitorf liegt im Zentrum des Ortes und ist teils Parkplatz und Fußgängerzone, teils ist er Teil der Landesstraße 86.

## Anbindung
Der Markt verbindet in seinem Straßenteil die Brückenstraße im Norden und die Asbacher Straße im Süden. Von hier gehen die Schmidtgasse und die Schoellerstraße ab. Vom eigentlichen Platz geht die Cäcilienstraße ab. Der Fußweg Turmgasse führt in die Eipstraße, eine frühere Verbindung zur Siegstraße und Leienbergstraße ist durch Poller geschlossen.

## Bauwerke
Am Markt befinden sich folgende bedeutende Liegenschaften:
- Rathaus
- das denkmalgeschützte ehemalige Hotel Prinz Karl

## Veranstaltungen
Der Markt ist nicht nur Zentrum des Geschäftslebens, sondern auch Zentrum der meisten örtlichen Veranstaltungen. Dienstags und donnerstags ist der Parkplatz Markt morgens für einen kleinen Wochenmarkt gesperrt. Die Eitorfer Kirmes und der Eitorfer Frühling, der Weihnachtsmarkt und zwei Trödelmärkte werden hier abgehalten. In unregelmäßigen Abständen veranstaltet die KG Turm-Garde Eitorf ein Open-Air Event mit namhaften Künstlern auf dem Marktplatz.

## Geschichte
Der Markt war seit etwa 1000 n. Chr. Standort der ersten zwei Kirchen in Eitorf und dementsprechend ein Kirchhof und somit Friedhof. Ausbaggerung zur Tieferlegung brachten entsprechende Knochenfunde zu Tage. Beim Abriss der alten Kirche blieb der Kirchturm erhalten und wurde als Wahrzeichen Teil des Gemeindewappens. Am Standort des jetzigen Rathauses stand früher die Brennerei Bötticher. Nach der Verurteilung des Unternehmers wurde dessen Villa am Markt 1923 Rathaus. Am 16. Oktober 1913 fuhr Kaiser Wilhelm II. anlässlich eines Jagdausfluges über den Markt. Im Zweiten Weltkrieg wurde die Bebauung des Marktes durch Fliegerbomben bis auf Prinz Karl total zerstört, so auch das Rathaus und der Alte Turm.

Das niedergelegte Küsterhaus Ecke Asbacher Str./ Markt
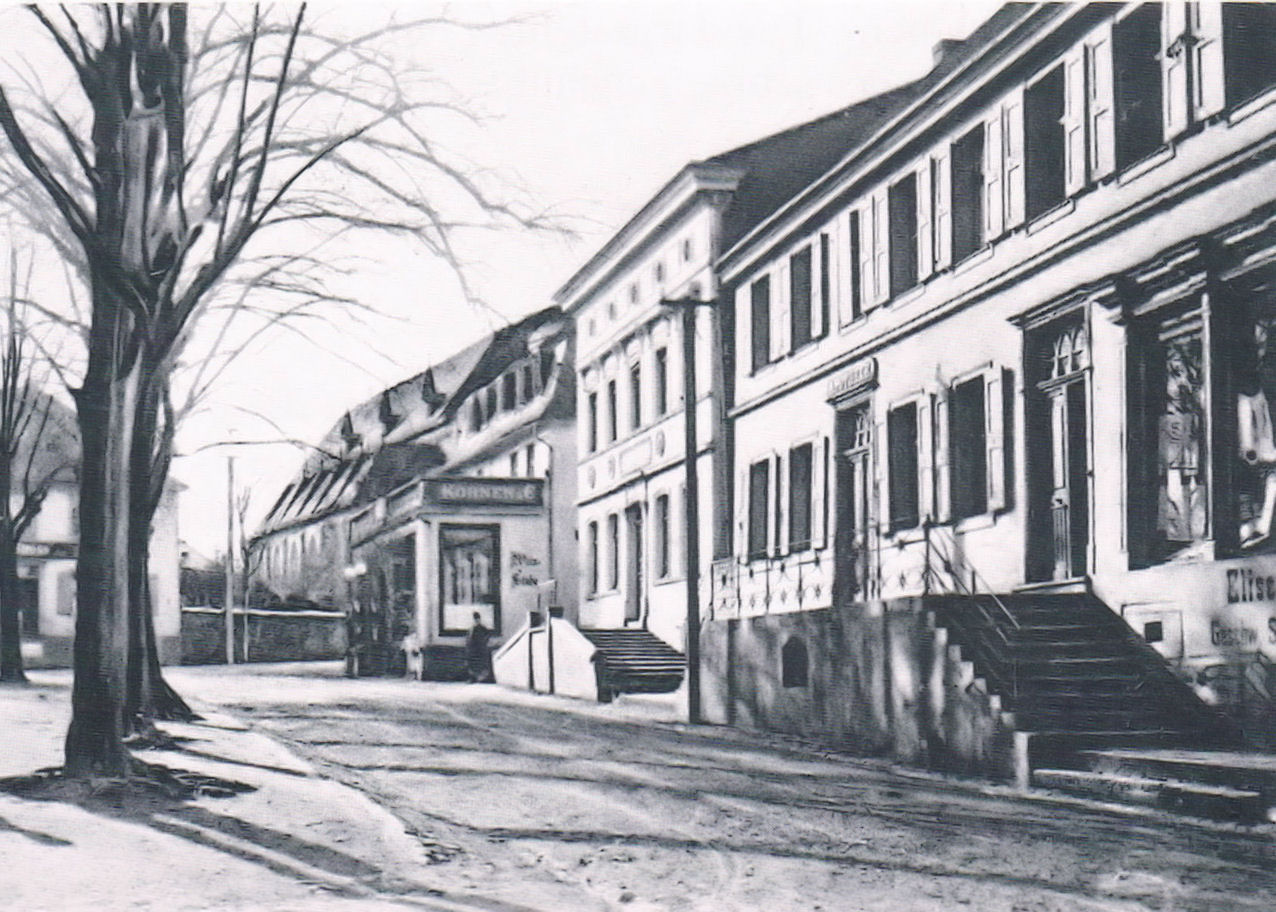
Villa Bötticher und Hotel Gerlach an der Westseite, die Kirche noch ohne Turm
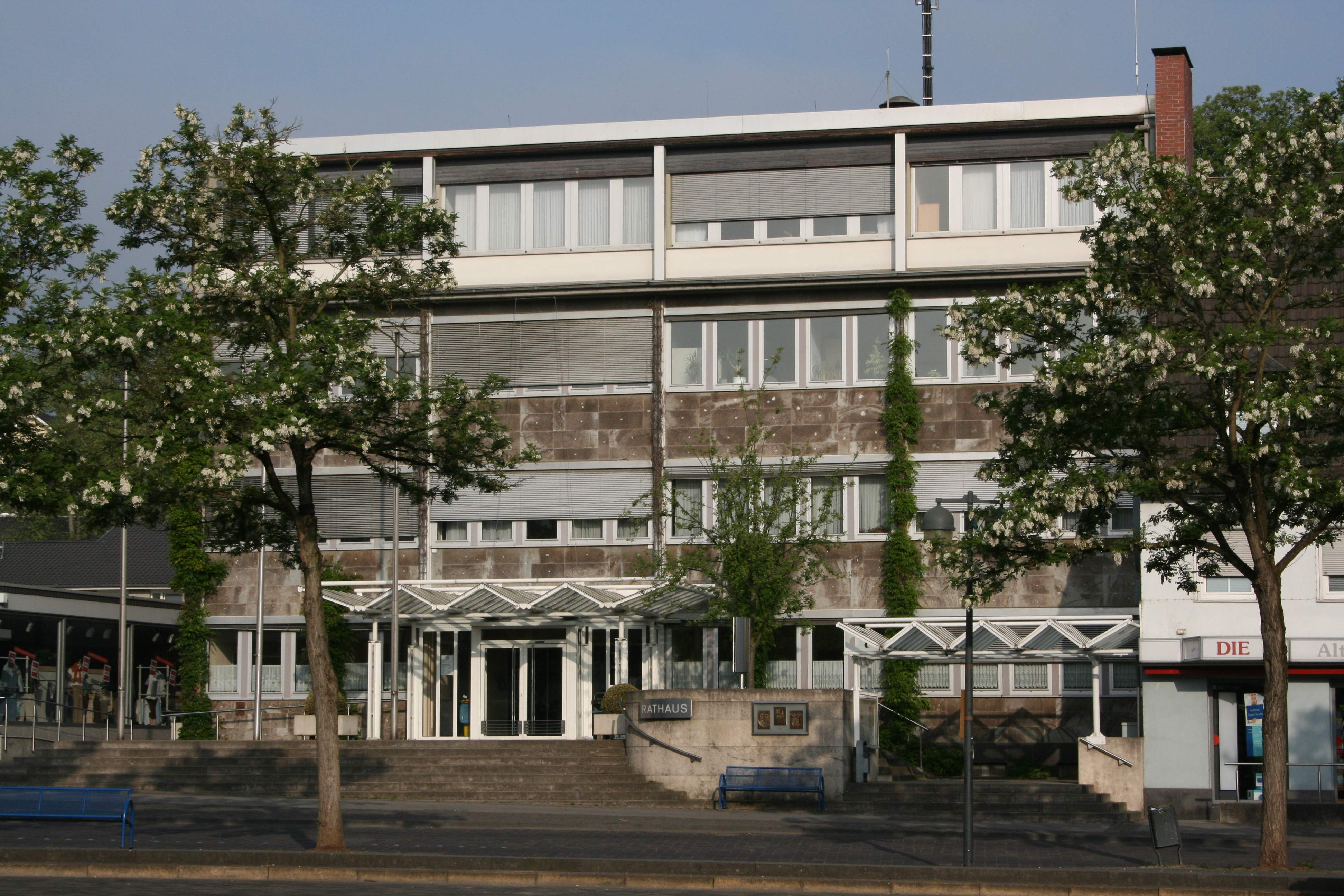
Das neue Rathaus an Stelle der Villa Bötticher
Hotel Prinz Karl im Original. Vorher hieß es Hotel Engels.
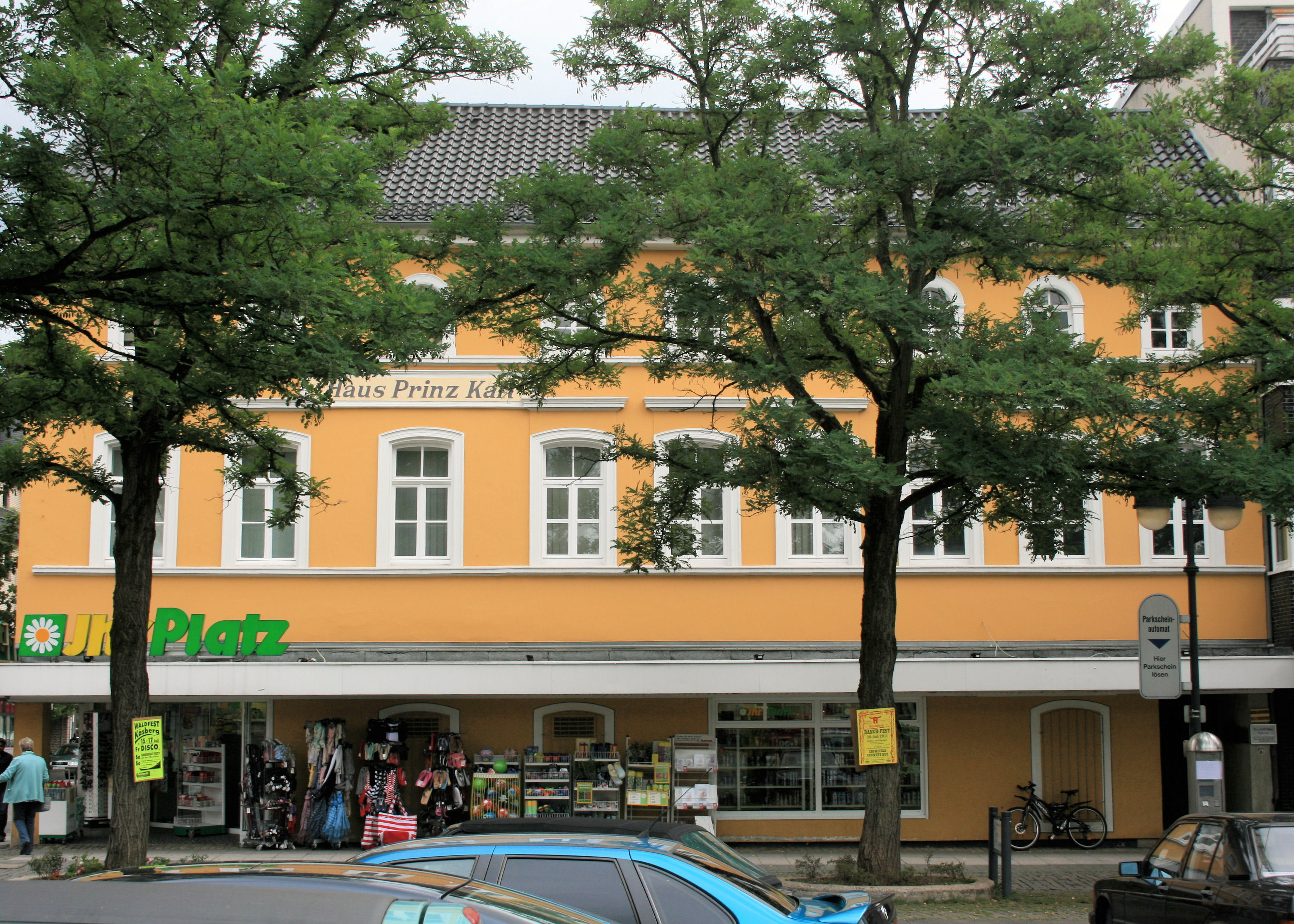
Haus Prinz Karl heute
Die im Krieg zerstörten Nachbarhäuser von Prinz Karl
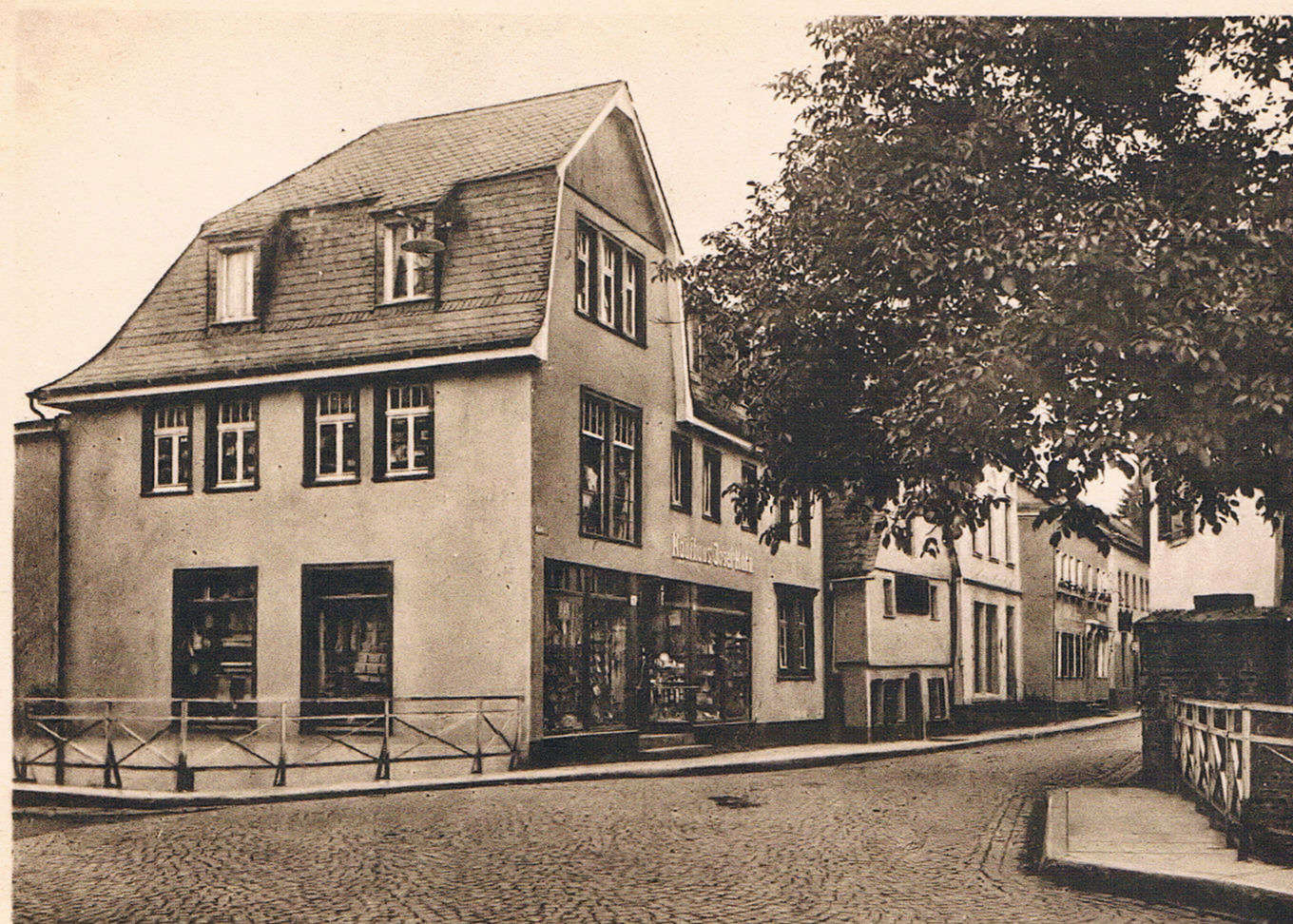
Ecke Markt / Siegstraße vor dem Krieg
Die Umrisse des alten Kirchturmes sind in der Marktpflasterung markiert
Der Wagen mit dem Kaiser verlässt den Marktplatz, im Hintergrund das alte "Löhr´s Eck"